# Peter Mittermayr
Peter Mittermayr (* 27. April 1942 in Salzburg) ist ein österreichischer Beamter. Er war von 1973 bis 2003 Leiter der Präsidialabteilung des Amtes der Salzburger Landesregierung.

## Leben
Peter Mittermayr absolvierte ein Studium der Rechtswissenschaften, Politologie, zudem Französisch, Germanistik und Verwaltungsmanagement an den Universitäten Innsbruck und Salzburg, in Paris (Sorbonne) und in den USA (Harvard). Seine langjährige Tätigkeit für die Salzburger Landesregierung startete er als Leiter des Kabinetts von Landeshauptmann Hans Lechner. 1973 übernahm er die Leitung der Präsidialabteilung der Salzburger Landesregierung. Er war in dieser Funktion ein Vorreiter der Regionalen Außenpolitik und Protagonist des Landesbewusstseins. Er organisierte zahlreiche Staatsbesuche und war für die Konzeption und Durchführung internationaler Kongresse verantwortlich.
Sein Tätigkeitsfeld umfasste weiters die Geschäftsführung des Entwicklungspolitischen Beirates des Landes Salzburg und er fungierte als Beirat der Diplomatischen Akademie. Als Mitglied der Österreichischen UNESCO-Kommission setzte er sich maßgeblich für die Aufnahme der Salzburger Altstadt in die Weltkulturerbe-Liste ein. Er wirkte am Aufbau des Verbindungsbüros zur EU in Brüssel mit und bemühte sich erfolgreich um die Wahl Salzburgs als Stätte internationaler Tagungen. Infolge dieses Engagements war Salzburg mehrfach Gastgeber des Club of Rome und des World Economic Forums. Als für die Wissenschaftsagenden des Landes zuständiger Abteilungsleiter engagierte er sich insbesondere für den Ausbau des Universitätsstandortes Salzburg.

## Veröffentlichungen (Auswahl)
- Die Welt zu Gast in Salzburg: Episoden und Intermezzi. Zusammen mit Hans Spatzenegger. Verlag Anton Pustet, Salzburg 2009
- Chronik der K.Ö.H.V. Rupertina 1962–2007. Zusammen mit Hans Spatzenegger. Salzburg 2007
- Das Mahl – Handlungsraum für Repräsentation und Kommunikation. In: Mahl und Repräsentation. Verlag Schöningh, Paderborn 2000
- Das Ritual der Staatsbesuche am Beispiel des Landes Salzburg. In: Rituale der Gastlichkeit. Salzburger Beiträge zur Volkskunde 9 (1997)
- Die Praxis der regionalen Außenpolitik des Landes Salzburg. In: Schriftenreihe des Landespressebüros, Serie Salzburg-Dokumentationen. Nr. 108 (1993)
- Grenzüberschreitende Raumplanung. In: Österreichs außenpolitische Dokumentation. Hrsg. v. Bundesministerium für auswärtige Angelegenheiten. Wien 1991
- Salzburger Kulturlexikon. Zusammen mit Adolf Haslinger. Residenzverlag, Salzburg 1987. Neuauflage 2001
- Salzburg am Puls der Weltpolitik. In: Salzburger Jungbürgerbuch. Verlag Alfred Winter, Salzburg 1981
- Salzburger Wahlrechtssammlung 1978. Hrsg. v. Amt der Salzburger Landesregierung
- Projektleitung der Schriftenreihe des Landespressebüros unter dem Titel Salzburger Portraits.

## Auszeichnungen
- Ehrenzeichen von 15 Staaten
- Goldenes Ehrenzeichen des Landes Salzburg, 1992
- Großes Silbernes Ehrenzeichen für Verdienste um die Republik Österreich, 1995
- Deutsches Bundesverdienstkreuz I. Klasse, 1995
- Offizier des Ordre national du Mérite, Paris 1997[1]
- Österreichisches Ehrenkreuz für Wissenschaft und Kunst I. Klasse, 2002